# Corrado Junior Soprano
Corrado "Junior" Soprano è uno dei personaggi principali della serie televisiva I Soprano; solitamente viene chiamato dai familiari Zio Junior o semplicemente Junior. 
Zio, mentore e, in gioventù, figura di riferimento per il protagonista Tony Soprano, è interpretato dall'attore Dominic Chianese e doppiato in italiano da Carlo Reali.
Nelle numerose scene in flashback riferite alla giovinezza di Tony è invece interpretato da Rocco Sisto e doppiato da Mino Caprio. Il personaggio è basato sulla figura del boss del New Jersey Joseph Sodano.
Nella pellicola del 2021 I molti santi del New Jersey, prequel ambientato negli anni Sessanta, il personaggio è interpretato da Corey Stoll.

## Biografia del personaggio
Figlio di immigrati italiani originari di Ariano, Corrado Soprano Sr. e Mariangela D'Agostino, Zio Junior è il fratello maggiore di uno dei "capidecina" della famiglia di Domenico Ercole DiMeo (boss del New Jersey), John "Johnny Boy" Soprano, padre di Tony.
Abbandonati ben presto gli studi al tempo delle superiori, negli anni cinquanta, Junior e Johnny Boy entrano a far parte della famiglia mafiosa dei DiMeo: per questioni di debiti di gioco entreranno in possesso della macelleria Da Satriale, futuro punto di riferimento dell'organizzazione.
Da parte di Junior vi è un sottinteso risentimento verso il fratello, divenuto un membro più importante di lui nella famiglia nonostante fosse il più giovane dei due.
Dopo la morte di Johnny Boy, Junior sostituisce per Tony la figura paterna e non perdonerà mai al nipote l'ascesa al potere. 
Junior si aspettava il riconoscimento come un diritto, avendo passato l'intera vita al servizio della famiglia.
Ha un'amante di nome Roberta Sanfillipo la quale lo reputa un ottimo amatore. Nonostante l'antipatia per la cognata Livia nella prima stagione le chiede più volte dei suggerimenti, con lo scopo di danneggiare Tony dato l'astio in comune che provano per lui. Tony ricorda con affetto il fatto che Junior, quando Tony era ancora giovane, lo portava allo stadio a vedere le partite, tuttavia Junior affermò che Tony non era portato per praticare sport, quest'ultimo ha ammesso più volte che quelle parole minarono la sua autostima. 
Tony, seguendo i consigli della sua terapista, la dottoressa Melfi, propone Junior al comando come sostituto del defunto Jackie Aprile, Sr. (ep. 4) in modo da dargli l'illusione che Junior possa realmente avere una carica di potere: in realtà Tony ha dato a Junior l'incarico affinché quest'ultimo facesse da "parafulmine" così che le autorità nel caso le cose si mettessero male, potessero accanirsi contro Junior, che essendo anziano e senza figli, è il perfetto capro espiatorio. Infatti fino all'arresto di Junior (ep. 13) egli è solo di facciata, in quanto, a sua insaputa, i caporegime hanno già ufficiosamente riconosciuto Tony come boss e seguono i suoi ordini. Tony continua a far credere allo zio di essere un suo sottoposto, in modo tale che un'eventuale retata dell'FBI (che infatti avviene) decapiti il vertice virtuale della famiglia, ma continui a lasciargli spazio per le sue attività criminali. Junior viene processato ma in aula di tribunale viene assolto dai suoi crimini per merito degli affiliati della famiglia che sono riusciti a intimorire uno dei giurati impedendo così il verdetto unanime.

## Caratterizzazione

### Gli attentati a Tony
I contrasti con Tony non si fermano: con l'appoggio di Livia decide di uccidere il nipote. L'attentato non va a buon fine e Tony rimane solo ferito; Tony, dopo aver tolto i poteri allo zio, elimina i suoi uomini di fiducia (Mikey Palmice e Chucky Signore) e poi quindi cerca di eliminare sia lo zio che la madre. Junior viene però arrestato e così Tony può succedergli (fine stagione 1).
Quando la sua pena si traduce in arresti domiciliari, Tony delega a Bobby Bacala il compito di prendersi cura di lui. Al rilascio di Richie Aprile, inizia un rapporto di amicizia con quest'ultimo e si ritrova coinvolto nella lotta tra i due per il potere. Alla fine però decide di schierarsi col nipote, rivelandogli le intenzioni di Richie di eliminarlo e recuperando parzialmente il rapporto con Tony.
Dopo aver sconfitto il cancro allo stomaco, a Junior iniziano a comparire i primi segni di demenza senile. Tony si rifiuta di metterlo in una casa di riposo e l'affida a Bobby e sua sorella Janice, diventata la moglie di Bobby.
Convinto che il suo storico nemico "Little Pussy" Malanga sia in casa, attenta una seconda volta al nipote; Junior viene arrestato ma il suo avvocato riesce a farlo ricoverare in un istituto di igiene mentale, mentre Tony entra in coma.
Nell'istituto Junior viene isolato dal resto della famiglia: solo Bobby va a fargli visita una volta, mentre A.J. si reca a trovarlo per ucciderlo ma non riesce nell'intento. Ridotto all'impotenza tramite medicinali, dopo diversi eccessi Junior finisce ben presto i soldi (Tony si rifiuta di accudirlo ancora) e il suo stato di demenza è così avanzato che crede che la nipote Janice sia Livia (ep. 86). Tony si reca per l'ultima volta dallo zio (la prima dopo il secondo attentato) e, dopo aver compreso che la demenza ha completamente intaccato le sue capacità cognitive, lo lascia con uno sguardo compassionevole.